# Livin' in a World Without You
"Livin' in a World Without You" är en låt den finländska rockgruppen The Rasmus. Den skrevs av gruppmedlemmarna Lauri Ylönen och Pauli Rantasalmi samt producenten Desmond Child för det sjunde albumet Black Roses från 2008. Låten var även den första singeln från albumet, utgiven 10 september 2008 (ungefär två veckor innan albumet). Utmärkande för låten är de nya influenserna av synthmusik och mindre fokus på ett rent, gitarrbaserat sound. Videon till låten blev en mindre hit på MTV och singeln har uppnått första plats i Finland, men var däremot inte lika framgångsrik utanför hemlandet.
"Livin' in a World Without You" finns också med på ett soundtrack till den finska filmen Blackout, 2008. Soundtracket gavs ut genom Dynasty Recordings, ägt av bland andra Ylönen och Rantasalmi.

## Bakgrund och inspelning
"Livin' in a World Without You" var den sista låten att bli helt klar på albumet och därmed en av anledningarna till skivans fördröjning. Sångaren Lauri Ylönen meddelade att bandet hade fått en slags sista-minuten-idé som de beslöt sig för att genomföra. Detta ledde till att låten på flera vis kom att representera hela albumet, ett vagt konceptalbum. "Livin' in a World Without You" skrevs i slutet av maj 2008 av Ylönen, gitarristen Pauli Rantasalmi samt deras nya producent Desmond Child under en kreativ helg vid Hansa Tonstudio i Berlin. Delar av låten spelades in redan samma dag, medan den slutfördes helt i The Rasmus Dynasty Recordings-studio i Helsingfors. Sången i låten lades till parallellt vid delproducenten Harry Sommerdahls studio i Stockholm, för att slutligen mixas av Niklas Flyckt.
Premiären för "Livin' in a World Without You" ägde rum live tillsammans med en annan ny låt från albumet, "Ten Black Roses", under en spelning vid NRJ in the Park i Berlin den 5 juli 2008. Radiopremiären blev den 25 juli, men trots detta hann den spelas en dag tidigare via en tysk webbradio.

## Låtskrivandet
"Livin' in a World Without You" skrevs av sångaren Lauri Ylönen och gitarristen Pauli Rantasalmi tillsammans med producenten Desmond Child. Enligt Ylönen handlar texten om ett hemskt inträffande vid den tiden den skrevs, men har valt att inte säga mer då han tycker att var och en ska finna en egen mening till texten. Han menar också att detta var en annorlunda låt att ge ut som första singel till ett album. Låten skiljer sig från det mörka och gitarrtunga sound som var utmärkande för de två tidigare albumen, och präglas istället av insvept synthrock där medlemmarnas instrument inte är lika dominerande som på tidigare material.

## Musikvideo
Videon till låten spelades in i Stockholm den 3 juli 2008 och regisserades av Niclas Fronda från Baranga Film. Videon var först endast tillgänglig för medlemmar av The Rasmus officiella community-sida "Black Roses Community" den 13 augusti 2008, innan den sedan snabbt lades ut på Youtube.
I videon får man först se Lauri Ylönen (sång) ligga på en säng tillsammans med en kvinna bredvid sig. Han sätter sig sedan upp med en märklig svart ros i händerna (samma ros finns på albumets omslag). Rosen ser hård och aningen tung ut och verkar vara av någon form av metall. Den börjar sedan att röra på sig och sliter sig ur hans grepp innan den faller ner på golvet och "spricker". Rosens fall skapar en massa svarta taggar över hela rummets golvyta i en våg. Då och då får man även se Ylönen tillsammans med resten av bandet med deras instrument i en annan del av den mörka byggnaden. Ett SWAT-team kommer sedan inrusande, antagligen för att få tag på rosen som får märkliga saker att hända. I slutet verkar dem få tag på Ylönen med rosen i ena handen. Dock utlöser den ännu ett tagganfall, som hade en större effekt än innan. Alla golv och väggar i hela byggnaden täcks därför av taggar och i slutet av videon når vågen av taggar till och med marken utanför byggnaden.
Under en scen av inspelningen skadades Ylönen då han knuffades mot en glasruta. Trycket blev hårdare än förväntat, vilket ledde till att han trillade framlänges rakt igenom rutan. Filmteamet fick panik när de såg detta. Dock klarade sig Ylönen undan med ett sår på armen.

## Låtlistor och format
Låtarna skrivna av Lauri Ylönen, Pauli Rantasalmi och Desmond Child
- Digital nedladdning

1. "Livin' in a World Without You" – 3:50
2. "Livin' in a World Without You" (Milan East Remix) – 3:43

- CD-singel, standard

1. "Livin' in a World Without You" – 3:50
2. "Livin' in a World Without You" (Acoustic Version) – 3:43
3. "You Got It Wrong" – 3:17
4. "Livin' in a World Without You" (video)

- Tysk CD-singel

1. "Livin' in a World Without You" – 3:50
2. "Livin' in a World Without You" (video)

## Officiella versioner
- Album- och singelversion – 3:50
- Acoustic Version – 3:43
- Original Radio Edit – 3:14
- Milan East Remix – 3:43
- Jorg Schmid Remix – 5:15
- Jorg Schmid Radio Edit – 3:06

## Listplaceringar
| Listor (2008)             | Högsta placering |
| ------------------------- | ---------------- |
| Finländska singellistan   | 1                |
| Schweiziska singellistan  | 78               |
| Tyska singellistan        | 14               |
| Österrikiska singellistan | 39               |

## Medverkande
The Rasmus
- Lauri Ylönen – sång
- Eero Heinonen – bas
- Pauli Rantasalmi – gitarr, inspelning
- Aki Hakala – trummor

Produktion
- Desmond Child – exekutiv producent, inspelning, keyboard, programmering
- Harry Sommerdahl – producent, inspelning, bearbetning för stråkar, tillagd bakgrundssång
- Jon Vella – delproducent, inspelning, tillagd bakgrundssång
- Niklas Flyckt – mixning
- Greg Calbi – mastering
- Will Champlin – tillagd bakgrundssång
- Jeanette Olsson – tillagd bakgrundssång